# Willem III van Bourgondië
Willem III van Bourgondië (1110-1127), bijg. het Kind, was het enige kind van graaf Willem II van Bourgondië en Agnes van Zähringen.
De jonge Willem, onder toezicht van zijn grootneef Reinout van Mâcon, volgde zijn vermoorde vader op als graaf van Bourgondië in 1125 maar werd enkele jaren later zelf vermoord, waarna zijn oom Koenraad I van Zähringen
door de keizer tot zijn opvolger werd benoemd.

## Voorouders
| Voorouders van Willem III van Bourgondië | Voorouders van Willem III van Bourgondië                                    | Voorouders van Willem III van Bourgondië                                    | Voorouders van Willem III van Bourgondië                               | Voorouders van Willem III van Bourgondië                               | Voorouders van Willem III van Bourgondië                               | Voorouders van Willem III van Bourgondië                               | Voorouders van Willem III van Bourgondië                               | Voorouders van Willem III van Bourgondië                               |
| ---------------------------------------- | --------------------------------------------------------------------------- | --------------------------------------------------------------------------- | ---------------------------------------------------------------------- | ---------------------------------------------------------------------- | ---------------------------------------------------------------------- | ---------------------------------------------------------------------- | ---------------------------------------------------------------------- | ---------------------------------------------------------------------- |
| Overgrootouders                          | Willem I van Bourgondië (1020-1087) ∞ Stephania van Longwy-Metz (1035-1088) | Willem I van Bourgondië (1020-1087) ∞ Stephania van Longwy-Metz (1035-1088) | Kuno van Olti(n)gen (-) ∞ ? (-)                                        | Kuno van Olti(n)gen (-) ∞ ? (-)                                        | Berthold van Zähringen (1025-1078) ∞ Richwara (1030-1055)              | Berthold van Zähringen (1025-1078) ∞ Richwara (1030-1055)              | Rudolf van Rheinfelden (1025-1080) ∞ 1066 Adelheid van Savoye (-)      | Rudolf van Rheinfelden (1025-1080) ∞ 1066 Adelheid van Savoye (-)      |
| Grootouders                              | Reinoud II van Bourgondië (1061-1097) ∞ Regina van Olti(n)gen (-)           | Reinoud II van Bourgondië (1061-1097) ∞ Regina van Olti(n)gen (-)           | Reinoud II van Bourgondië (1061-1097) ∞ Regina van Olti(n)gen (-)      | Reinoud II van Bourgondië (1061-1097) ∞ Regina van Olti(n)gen (-)      | Berthold II van Zähringen (1050-1111) ∞ Agnes van Rheinfelden (-1111)  | Berthold II van Zähringen (1050-1111) ∞ Agnes van Rheinfelden (-1111)  | Berthold II van Zähringen (1050-1111) ∞ Agnes van Rheinfelden (-1111)  | Berthold II van Zähringen (1050-1111) ∞ Agnes van Rheinfelden (-1111)  |
| Ouders                                   | Willem II van Bourgondië (1075-1121) ∞ Agnes van Zähringen (1035-1088)      | Willem II van Bourgondië (1075-1121) ∞ Agnes van Zähringen (1035-1088)      | Willem II van Bourgondië (1075-1121) ∞ Agnes van Zähringen (1035-1088) | Willem II van Bourgondië (1075-1121) ∞ Agnes van Zähringen (1035-1088) | Willem II van Bourgondië (1075-1121) ∞ Agnes van Zähringen (1035-1088) | Willem II van Bourgondië (1075-1121) ∞ Agnes van Zähringen (1035-1088) | Willem II van Bourgondië (1075-1121) ∞ Agnes van Zähringen (1035-1088) | Willem II van Bourgondië (1075-1121) ∞ Agnes van Zähringen (1035-1088) |